# Moosbaechel
Das Moosbaechel ist ein gut 4 km langer rechter Zufluss der Moder im Département Bas-Rhin der französischen Region Grand Est.

## Verlauf
Das Moosbaechel entspringt in den Nordvogesen im Forêt domaniale de la Petite Pierre östlich von Zittersheim. Der Bach fließt – begleitet von der Route Forestière du Mossthal – in nordöstlicher Richtung durch das gleichnamige Tal. Westlich von Wimmenau fließt ihm aus dem Schusterthal ein kleiner Bach zu. Das Moosbaechel speist danach einen kleinen Teich, unterquert die D919 (Rue Pricipale) und mündet schließlich in Wimmenau westlich der D12 (Route de Bitche) auf einer Höhe von etwa 210 m in die Moder.

## Charakter
Das Moosbaechel  fließt in einer offenen Talsohle auf Buntsandsteinboden. Es hat eine durchschnittliche Breite von etwa einem halben Meter und ein geringes Gefälle von weniger als 1 %. Die  Wälder des Moosthales werden durch den relativ alten Baumbestand von  natürlich vorkommenden  Waldkiefern und von den angepflanzten Fichten geprägt. In dem sandigen sehr säurehaltigen Boden kommen auch Traubeneiche, Buche und Weymouth-Kiefer vor.